# Unbound
Unboundは、オランダのNLnet Labsの開発しているオープンソースのDNSキャッシュサーバである。
スウェーデンKirei社、英Nominet社、米VeriSign社、英EP.net社がJavaベースで作成したプロトタイプをベースに、NLnet LabsがC言語で組み直し、UnboundとしてBSDライセンスでリリースしている。

## 特徴
DNSキャッシュサーバとして特化しており、シンプルな設計となっていることから、比較的設定が容易かつ高速で動作する。1つの設定ファイル(unbound.conf）のみで全ての設定が可能というのも特徴的である。

## セキュリティ
DNSキャッシュ汚染に強く、DNSSECに対応している。Unbound 1.6.2からはDNSCryptにも対応した。